# ナンダウンミャー
ナンダウンミャー（1175年2月4日 - 1235年7月19日）は、ビルマのパガン王朝の第8代国王（在位：1211年8月18日 - 1235年7月19日）。第7代国王ナラパティシードゥーの子。正式名称はシュリー・トリバワナ・アーディトラ・パワラ・ダンマラージャ。ビルマ語による王統史にはティロミンロー（王になるように傘が望んだ者）の名前で記され、史料によってはオウサナーの名前でも表記される。

## 生涯
即位前の名前はゼヤテインカ。ナンダウンミャーの生母は低い身分の生まれだった。ナラパティシードゥーは病に罹ったときに彼の母から懸命な看病を受けて心を打たれ、末子のゼヤテインカ（ティロミンロ）を後継者に指名した。彼の生母が、彼の王位継承を認めるように宮廷内の人間に懇願したことから、「ナンダウンミャー（王位に対する幾度の懇願）」と称せられた。
ナンダウンミャーは政治よりも仏事を好み、彼に代わって4人の兄たちが合議に基づいて政務を執った。ナンダウンミャーの在位中に行われた合議制の統治が、後のビルマの王朝に設置されたルットウ・ヨン（国務院。行政を司る議会）の元になり、ルットウ・ヨンはビルマがイギリスによって植民地化されるまで存続した。彼の在位中に制定された法令は、「ナンダウンミャー王のピャトン」と呼ばれた。
また、彼の治世には寺院が所有する免税地の拡大に伴う、税収の減少が顕著になる。減収の対策として、王子2名と大臣4名から構成される宗教用地調査委員会が設置された。
彼の治世に建立された仏教寺院としては、ブッダガヤの寺院を見本としたパガン郊外のマハボディ大菩提寺、パガン王朝最後の大寺院に数えられるティロミンロ寺院がある。